# Jenny Karl
Jenny Karl (* 6. August 1978) ist eine ehemalige deutsche Judoka. 2004 war sie Europameisterin, 2003 Europameisterschaftsdritte.

## Sportliche Karriere
1996 war Karl Fünfte der Juniorenweltmeisterschaften in der Gewichtsklasse bis 66 Kilogramm. Sechs Wochen später erreichte sie das Finale der Junioreneuropameisterschaften und unterlag dort der Niederländerin Edith Bosch.
Ab 1999 kämpfte Jenny Karl im Halbschwergewicht, der Gewichtsklasse bis 78 Kilogramm. Anfang 1999 siegte sie beim Weltcup-Turnier in Leonding. Im Oktober des gleichen Jahres gewann die Judoka vom TSV Lohr ihren ersten deutschen Meistertitel. Bei den Weltmeisterschaften der Studierenden im Jahr 2000 unterlag Jenny Karl erst im Finale der Japanerin Naomi Morishima. 2001 gewann sie ihren zweiten deutschen Meistertitel. 
Ab 2002 startete sie für den Judoclub Rüsselsheim. Anfang 2002 belegte sie den dritten Platz beim Tournoi de Paris, kurz darauf gewann sie das Weltcup-Turnier in Prag. Bei den Europameisterschaften in Maribor unterlag sie im Halbfinale der Italienerin Lucia Morico und verlor anschließend den Kampf um Bronze gegen Anastassija Matrossowa aus der Ukraine. Im November 2002 siegte sie bei den Deutschen Meisterschaften und beim World-Masters-Turnier. 2003 erreichte sie das Finale beim Weltcup-Turnier in Moskau und unterlag dort Matrossowa. Bei den Europameisterschaften in Düsseldorf unterlag sie im Halbfinale der Spanierin Raquel Prieto, den Kampf um Bronze gewann sie gegen die Polin Barbara Wójcicka. 2004 bezwang sie im Halbfinale der Europameisterschaften in Bukarest die Spanierin Esther San Miguel, das Finale gewann sie gegen Lucia Morico. Bei den Olympischen Spielen in Athen kämpfte Uta Kühnen für Deutschland im Halbschwergewicht. Jenny Karl gewann Ende 2004 den deutschen Meistertitel. Ihren letzten Meistertitel erkämpfte sie 2006. 2008 endete ihre internationale Laufbahn.